# Pętla (film 1957)
Pętla – polski psychologiczny film noir z 1957 roku w reżyserii Wojciecha Jerzego Hasa, będący adaptacją opowiadania Marka Hłaski pod tym samym tytułem. Film stanowił pełnometrażowy debiut reżyserski Hasa. Premiera filmu odbyła się 20 stycznia 1958 roku. W głównej roli wystąpił Gustaw Holoubek, wcielając się w postać Kuby Kowalskiego – alkoholika rozpaczliwie walczącego z nałogiem. Pierwowzorem bohatera miał być Władysław Broniewski, przyjaciel Hłaski.
Akcja filmu toczy się w ciągu jednego dnia, podczas którego bohater oczekuje na wizytę u lekarza, który ma rozpocząć kurację odwykową. Film ukazuje dramatyczną walkę człowieka ze swoim nałogiem, przedstawiając pesymistyczny obraz bezsilności wobec alkoholizmu. Has niemal nie zmienił scenariusza Hłaski, z wyjątkiem istotnej modyfikacji – nadał alkoholikowi granemu przez Holoubka profesję artysty, co pozbawiło adaptację niektórych elementów ironii zawartych w opowiadaniu i uczyniło wizję świata jeszcze bardziej pesymistyczną. 
Pętla początkowo wywołała zróżnicowane reakcje krytyków; chwalono jej walory artystyczne, ale recenzenci marksistowscy oskarżali ją o sianie pesymizmu. Opinie o filmie zmieniły się na przestrzeni lat. Pętla współcześnie jest zaliczana do najważniejszych rodzimych naśladownictw poetyki kina noir i „czarnego realizmu”, obok m.in. Zimowego zmierzchu (1956) Stanisława Lenartowicza oraz Zagubionych uczuć (1957) Jerzego Zarzyckiego.

## Fabuła
Film zaczyna się sceną, w której alkoholik Kuba Kowalski podchodzi do okna, dostrzegając ulicę z wielkim zegarem na ścianie kamienicy. Wybija godzina ósma. Do drzwi Kuby dzwoni jego narzeczona Krystyna, która wdaje się z nim w rozmowę i wychodzi. Kolejny dzwonek oznajmia przybycie sąsiada-krawca, który naprawił płaszcz Kuby. Do godziny osiemnastej bohater musi czekać na Krystynę, która ma go zabrać na terapię odwykową do lekarza. Wydzwaniają do niego przez telefon dawno niewidziani koledzy, co niecierpliwi Kubę na tyle, że ten wkłada płaszcz i próbuje wyjść z mieszkania ze skradzionym naszyjnikiem Krystyny.
Po bezcelowej błąkaninie po mieście Kuba wchodzi do kawiarni, by zamiast alkoholu napić się kawy. Usłyszawszy śpiewaną przez dwóch muzyków piosenkę: „Po co nam dziś telefony – weź nożyczki i obetnij drut”, Kuba odruchowo obraca się i spostrzega swoją byłą przyjaciółkę, po czym oboje wspominają dawny związek. Gdy była przyjaciółka wtrąca: „Nic nie wróci i nic nie pomoże. Życia nie można zacząć od nowa. To bajki”, Kuba uświadamia sobie, że przeszłości już nie naprawi i wychodzi z kawiarni z wyrzutami sumienia. Przypadkowo wdaje się w sprzeczkę i bójkę z dwoma monterami. Zostaje zatrzymany przez milicję, a mimo że udaje mu się załagodzić spór na komisariacie, na widok innego alkoholika Kuba odczuwa chęć napicia się trunku. Wypuszczony po godzinie piętnastej podąża do knajpy „Pod Orłem”.
W knajpie Kuba spotyka Władka, dawniej uznanego saksofonistę, z którym zaczyna libację alkoholową. Gdy wybija godzina siedemnasta, Kuba nagle uświadamia sobie, dokąd miał się udać, gdy słyszy z ust Władka: „Kto pił, pić będzie! To zabawa bez mety!”. Przygnębiony tą konkluzją Kuba wraca do mieszkania i jeszcze przed przybyciem Krystyny popełnia samobójstwo przez powieszenie.

## Obsada
Źródło: Filmpolski.pl

- Gustaw Holoubek jako Kuba Kowalski
- Aleksandra Śląska jako Krystyna, narzeczona Kuby
- Marian Jastrzębski jako krawiec, sąsiad Kuby
- Igor Przegrodzki jako znajomy Kuby
- Teresa Szmigielówna jako była przyjaciółka Kuby spotkana w kawiarni
- Ignacy Machowski jako komendant komisariatu MO
- Stanisław Milski jako deliryk na komisariacie MO
- Jan Machulski jako milicjant[10]
- Emil Karewicz jako kelner w barze „Pod Orłem”
- Tadeusz Fijewski jako alkoholik Władek, którego Kuba poznaje w barze „Pod Orłem”
- Helena Makowska-Fijewska jako barmanka w barze „Pod Orłem”
- Wacław Kowalski jako taksówkarz Kostek

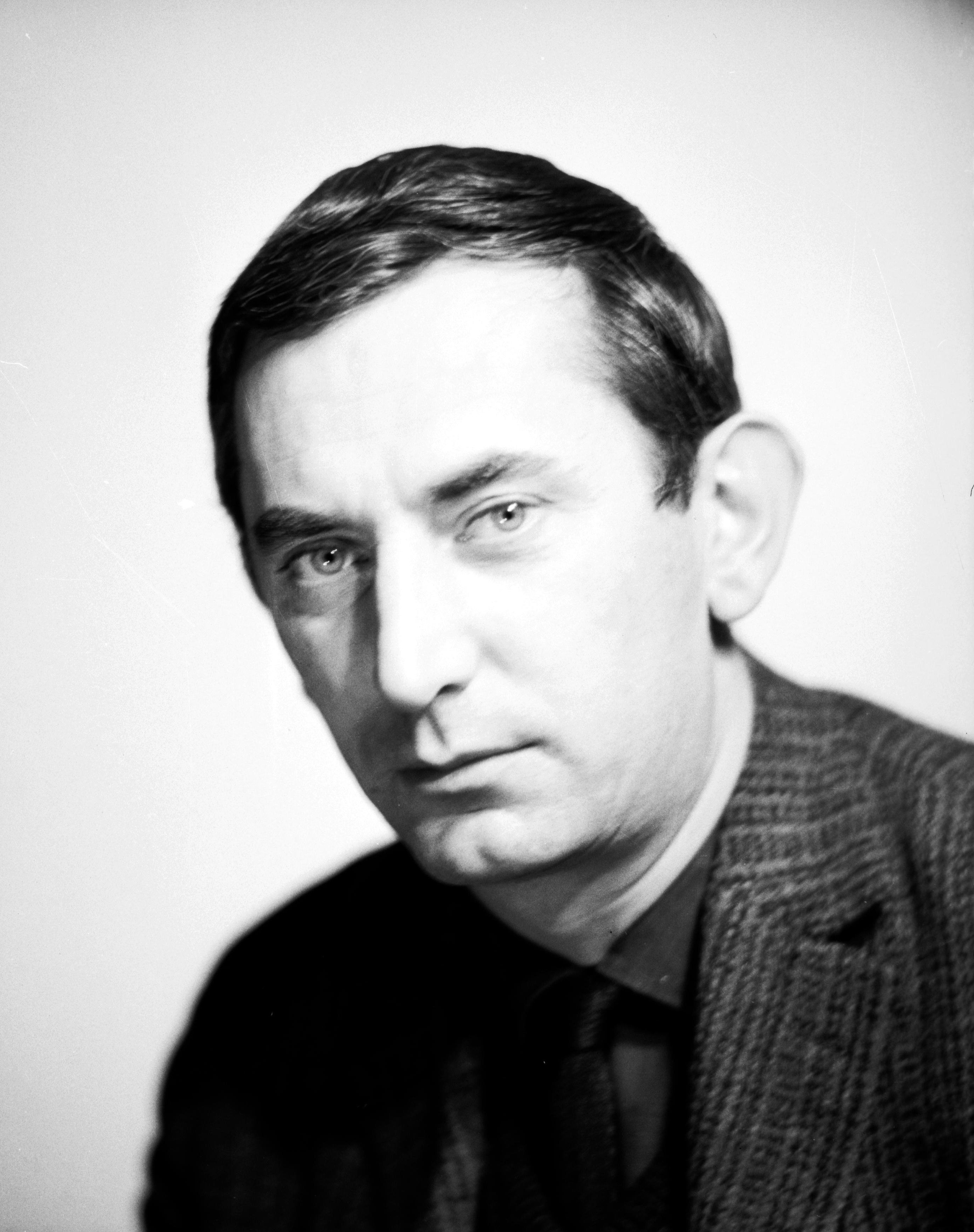
Gustaw Holoubek
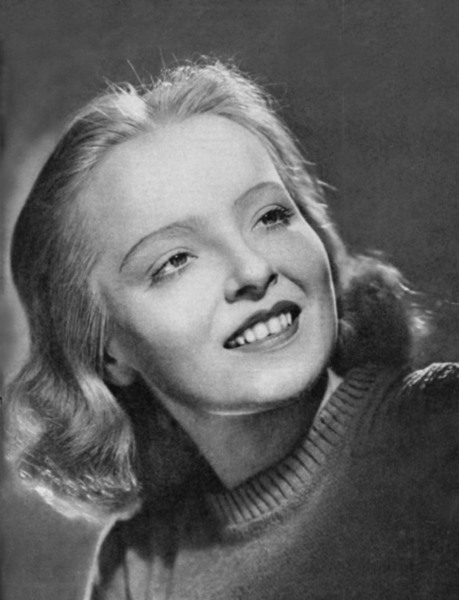
Aleksandra Śląska
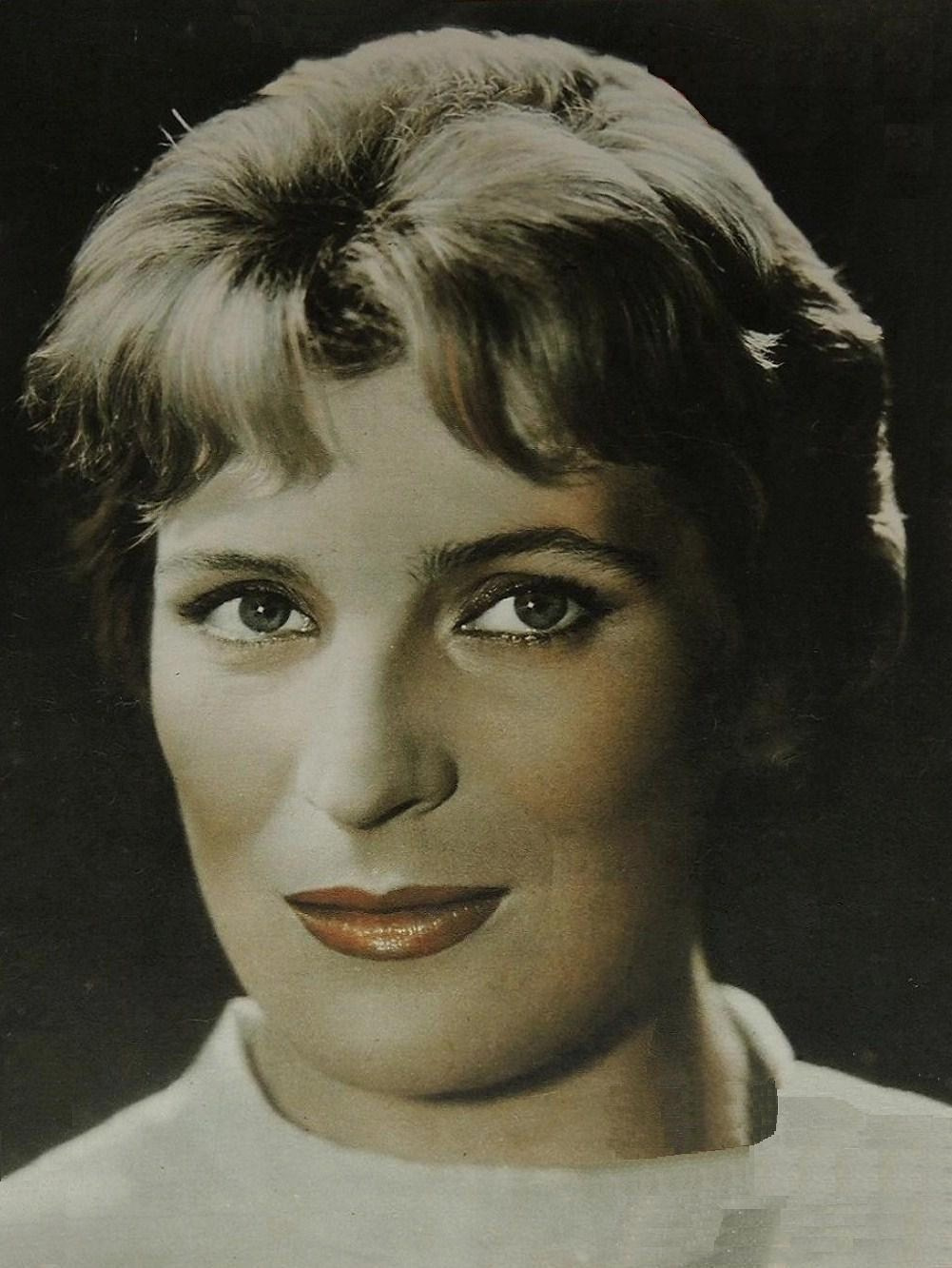
Teresa Szmigielówna
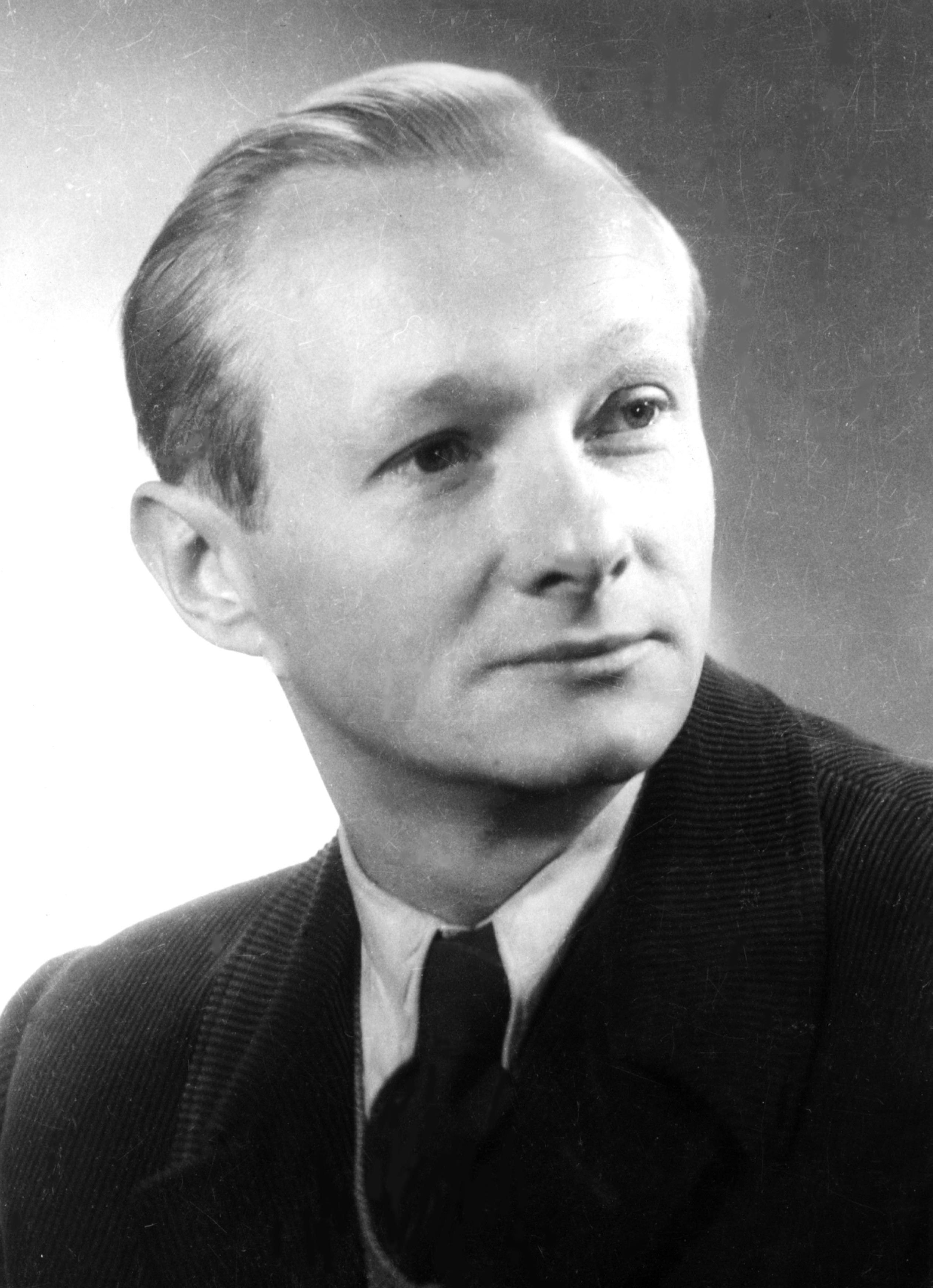
Tadeusz Fijewski

## Produkcja

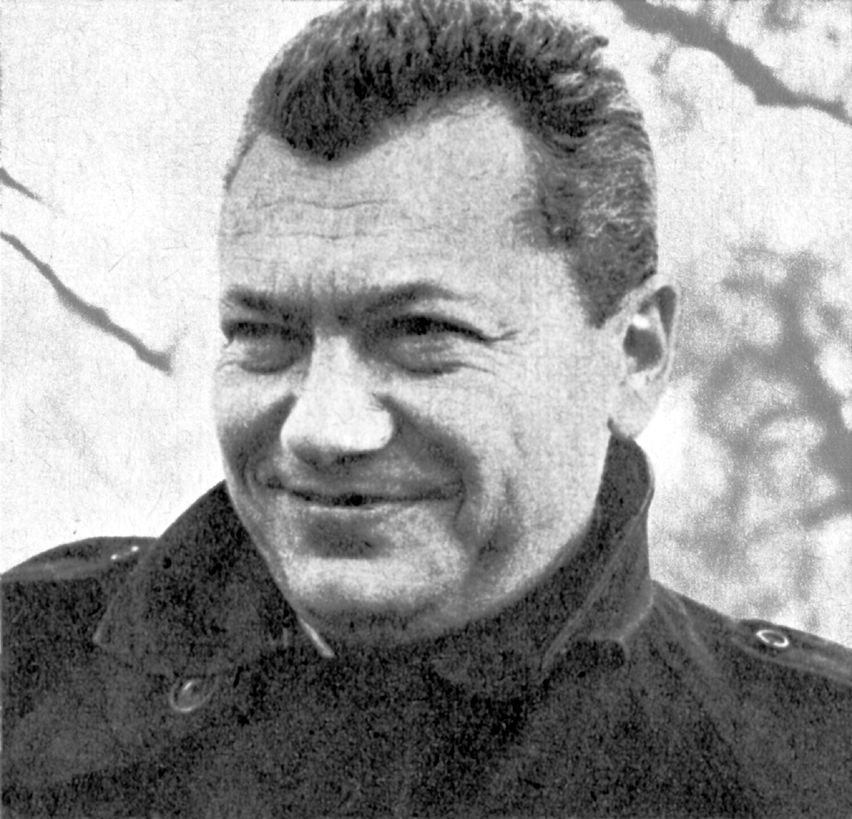
Wojciech Jerzy Has, reżyser filmu

Pętla powstała na bazie opowiadania Marka Hłaski pod tym samym tytułem. Pierwowzorem jej bohatera miał być Władysław Broniewski, poeta, komunista, alkoholik i przyjaciel Marka Hłaski. W swej prozie Hłasko przejawiał fascynację brzydotą, tendencjami naturalistycznymi i ekspresjonistycznymi, co zbliżało go ideowo do amerykańskiego kina noir. Przed Pętlą Hłasko współpracował scenariuszowo przy zbiorowym dziele Koniec nocy (1956), ale to Pętla była pierwszą adaptacją dzieła pisarza.
Dla Wojciecha Jerzego Hasa Pętla była pełnometrażowym debiutem, zrealizowanym w Zespole Filmowym „Iluzjon” pod kierownictwem artystycznym Ludwika Starskiego. Reżyser cenił prozę Hłaski za jej „fotogeniczność”. Przyszły twórca Pożegnań pozostawił scenariusz Hłaski niemal bez zmian, z wyjątkiem jednej – nadał alkoholikowi granemu przez Gustawa Holoubka profesję artysty. Co za tym idzie, reżyser pozbawił adaptację Hłaski zawartych w opowiadaniu elementów ironii. Dlatego też wizja świata przedstawionego stała się znacznie bardziej pesymistyczna. W rolę Krystyny wcieliła się Aleksandra Śląska, celowo wybrana przez reżysera jako aktorka „o zimnej powierzchowności, o spojrzeniu z błyskiem pewnego okrucieństwa”, która według Hasa jest fatum Kuby „albo po prostu śmiercią wciągającą w swe sidła”.
Autorami scenografii do Pętli byli Roman Wołyniec i Andrzej Cybulski; ten ostatni specjalizował się w ekspresjonistycznych dekoracjach teatralnych. Jako autora zdjęć Has wybrał Mieczysława Jahodę, z którym pracował już przy realizacji filmów dokumentalnych Karmik Jankowy czy Zielarze z Kamiennej Doliny. Ze względu na mozolną akcję filmu Jahoda starał się urozmaicić film pod względem wizualnym, stosując punktowe oświetlenie i komponując kadr tak, aby odzwierciedlał stany psychiczne Kuby. Jahoda przy kręceniu scen stosował kierunkowe światło padające – nawet podczas jednego ujęcia – jednocześnie z różnych stron, używając lamp o różnej mocy i różnej szerokości strumienia światła. W szerszych planach zaś używał ostrego, górnego światła obrysowującego postacie i przedmioty, co wzmacniało złowieszczą atmosferę filmu. Jak pisała Iwona Grodź w analizie fotogeniczności Pętli, jej „plastyczna gra olśniewających i niesamowitych linii [...], np. linearny ornament na drzwiach, fantasmagoryczne kształty lampy, pionowe pasy na tapecie wywołują podobny efekt, co gra świateł, wyraźne zarysowanie brył, ostry kontur przedmiotów, krzywizny, niepokojące linie: wertykalne, diagonalne w malarstwie ekspresjonistycznym”. Wizja samego miasta w filmie Hasa była ponadto inspirowana wyglądem Łodzi.

## Odbiór

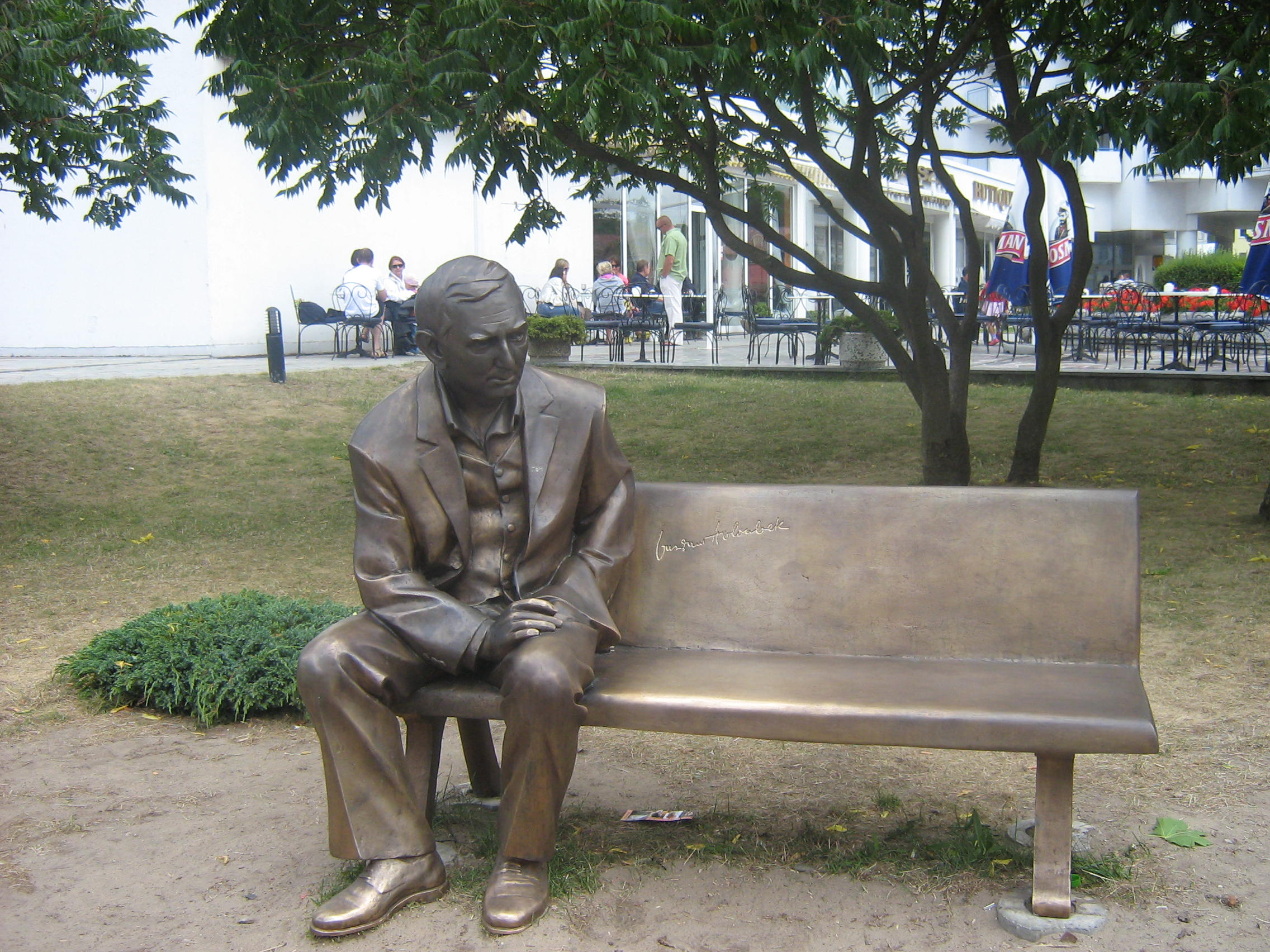
Pomnik Gustawa Holoubka, odtwórcy roli Kuby, na międzyzdrojskiej Promenadzie Gwiazd

### W chwili premiery
Premiera Pętli odbyła się 20 stycznia 1958 roku. Film wywołał różnorodne reakcje. Bolesław Michałek zauważył, że w debiucie Hasa brakuje biologicznego impetu, cynizmu i wulgarności. O ile w opowiadaniu Hłaski wyczuwa się zdaniem Michałka „rodzaj cwaniactwa”, o tyle film nie jest tak brutalny i cechuje się większą elegancją. Juliusz Kydryński uznał Pętlę za „dzieło na miarę europejską”. Konrad Eberhardt odnalazł w filmie Hasa dzieło o „dojrzałym doborze stylu”. Stanisław Janicki twierdził, iż Pętla jest zbudowana z dwóch warstw: subiektywnej i metaforycznej, które na korzyść filmu przenikają się wzajemnie.
Film natomiast wywołał zmieszanie wśród krytyków marksistowskich: Aleksander Jackiewicz na łamach „Trybuny Ludu” pisał o dziwnościach artystycznych filmu, anonimowy recenzent „Dziennika Zachodniego” twierdził, że filmowi nie udało się odtworzyć „nastroju beznadziejności życia i grozy alkoholizmu”, a Danuta Kępczyńska z „Ekranu” uznała, że odrealnienie opowiadania przyniosło szkodę filmowi jako całości”.
Jak podsumowuje odbiór Pętli Iwona Grodź: „Najczęściej w kontekście debiutu Hasa pisano o niespotykanej dojrzałości warsztatowej reżysera, literackości dialogów, scenograficznych udziwnieniach [między innymi turpistycznej zewnętrzności, sprowadzającej się do symboliczności przedmiotów, sztuczności kreowanej rzeczywistości], pesymizmie i melancholii rodem ze Straconego weekendu Billy’ego Wildera czy pism egzystencjalistów, ekspresjonizmie bliskim temu z Zimowego zmierzchu Stanisława Lenartowicza czy filmom lat dwudziestych XX wieku, a nawet o ukrytym freudyzmie”. Sam Has odrzucał interpretacje swego filmu w duchu ekspresjonistycznym:

Film opowiada przy pomocy intensywnych obrazów, wykorzystuje grę symboli itd., ale to wcale nie znaczy, że zaraz jest ekspresjonistyczny. Jeżeli jest w nim ekspresjonizm, to przefiltrowany przez surrealizm.

### Oceny po latach
Oceniając Pętlę z perspektywy czasu, Eberhardt w 1967 roku stwierdził, iż „oglądana dzisiaj Pętla ani trochę się nie zestarzała; jest osobliwym przykładem debiutu legitymującego się pełną dojrzałością, ale podobnie jak dziesięć lat temu – jest filmem stojącym na uboczu, fascynującym spoistością swojej wizji”. Damian Halik w recenzji z 2018 roku dla portalu Film.org.pl przekonywał, że film „mimo upływu sześćdziesięciu lat od premiery wciąż zachwyca zarówno realizatorską perfekcją, jak i ponadczasowym przesłaniem”. Halik twierdził, że „przejmująca muzyka oraz wirtuozerska praca kamery dzierżonej w dłoni przez Mieczysława Jahodę (Krzyżacy, Rękopis znaleziony w Saragossie) to bez wątpienia najważniejsze wyróżniki debiutu Hasa, niesamowicie budujące klimat Pętli”. Agnieszka Czarkowska-Krupa w tekście dla portalu OldCamera.pl dodawała, że film Hasa to „perfekcyjne zestawienie symbolicznej czasoprzestrzeni z klimatem narastającej beznadziei”, z jedną z „najlepszych kreacji filmowych” Holoubka. Zdaniem filmoznawcy Marcina Marona Pętla była jedną udaną filmową adaptacją prozy Hłaski. 
Film po latach dobrze oceniali również krytycy zagraniczni. Przykładowo J. Hoberman z „The New York Review of Books” uznał Pętlę za film „imponujący”, chwaląc również grę aktorską Holoubka . Emily Eakin dla „The New York Timesa” pisała, iż „w czasach, gdy polskie kino zajmowało się polityką i historią, [Pętla] pomogła [Hasowi] ugruntować swoją pozycję adaptatora dzieł literackich nastawionego na ciemne, egzystencjalne tematy” .

### Interpretacje
Waldemar Frąc interpretował Pętlę przez pryzmat filozofii Erwina Panofsky’ego i Maurice’a Merleau-Ponty’ego, odczytując film Hasa jako „wizualizację traumatycznego przeżywania czasu w nieprzekraczalnym, wręcz absolutnym odczuwaniu samotności”. Pętla zdaniem Frąca obrazuje egzystencjalną więź między upływem czasu a dojmującym doznaniem samotności: „czas jest zagrożeniem dla samotności, że w skrajnych sytuacjach może się okazać czymś niemożliwym do zaakceptowania”. Seweryn Kuśmierczyk przyrównał czasoprzestrzeń Pętli do wstęgi Möbiusa, zwracając uwagę na zataczanie koła przez fabułę filmu:
Po powrocie Kuby do domu zdarzenia zaczynają się powtarzać: Krystyna znowu wróci o ósmej, płaszcz został oddany w ręce krawca, szkło z obrazka ponownie zostało zbite, a telefon znowu zaczął dzwonić... Ponownie jesteśmy w miejscu, z którego czasoprzestrzeń Pętli zaczęła swój bieg...
Ewelina Nurczyńska-Fidelska pozycjonowała Pętlę Hasa wśród dzieł polskiego „czarnego realizmu”, obok m.in. Zimowego zmierzchu (1956) Stanisława Lenartowicza, Zagubionych uczuć (1957) Jerzego Zarzyckiego oraz Bazy ludzi umarłych (1958) Czesława Petelskiego; podobną optykę przyjęła Magdalena Kempna-Pieniążek. Kamila Żyto zaliczała Pętlę Hasa w poczet dzieł inspirowanych poetyką amerykańskiego kina noir, w szczególności innym filmem o alkoholizmie, Straconym weekendem (1945) Billy’ego Wildera. Bohater polskiego filmu, inaczej niż Don Birnam z pierwowzoru Wildera, jest jednak znacznie dojrzalszy emocjonalnie niż protagonista utworu amerykańskiego reżysera:
Bohater Pętli przeżywa nie dramat alkoholika, lecz dramat człowieka. Mniej się miota i szamocze, jego kryzys zdaje się mieć podstawy bardziej skomplikowane […]. Alkoholowy nałóg jest w jego wypadku rezultatem egzystencjalnych niepokojów, problemów z tożsamością. Kuba chciałby na nowo się określić, zapomnieć o tym, co było i kim był. […] Przytłacza go świadomość, że alkoholizm w oczach innych na dobre zdefiniował to, kim jest. Nawet jeśli przestanie pić, niewiele to zmieni. Pamięci nie da się wymazać, a czasu cofnąć.
Żyto twierdziła, że miasto, po którym włóczy się filmowy Kuba, jest labiryntem, gdzie „nawet w środku dnia nie ma słońca, nie ma na nich także ludzi”, a pozbawione tłumów ludzi, odosobnione przestrzenie miejskie pogłębiają samotność bohatera. Świat filmu staje się „projekcją stanu ducha Kuby”, co zbliża poetykę Pętli do klimatu filmów noir. Wszechobecną samotność i izolację bohatera dodatkowo pogłębia częste filmowanie postaci Kuby zza krat – także prześwitujących przez mieszkanie Kuby. W porównaniu ze Straconym weekendem, gdzie pojawia się podobna symbolika, film Hasa „jest bardziej pesymistyczny, radykalniejszy w wymowie i prezentuje mroczniejszą wizję ludzkiego losu”.
Ewa Mazierska, porównując Pętlę z innym filmem Hasa, Złotem (1961), faworyzowała jednak ten drugi. Zdaniem Mazierskiej fatalizm Pętli był „znaczną słabością” filmu, tym bardziej że bohater wielokrotnie odrzuca wszelkie realne możliwości odmiany swego losu. „O ile Kuba stale szuka w świecie dowodów na to, że życie nie ma sensu, to kobiety, z którymi się spotyka, koncentrują się na znakach, które wskazują na wartość życia”. Mazierska odczytywała też w Pętli prekursora filmu Rysopis (1964) Jerzego Skolimowskiego, z istotną różnicą: o ile bohater grany przez Holoubka wybiera śmierć, o tyle podobnie rozchwiany emocjonalnie Andrzej Leszczyc z filmu Skolimowskiego ocala swoją egzystencję i tożsamość, zapisując się do wojska.